# Collegiata di Sant'Orso
La chiesa collegiata dei Santi Pietro e Orso (in francese, Collégiale des Saints Pierre et Ours) è un edificio religioso di Aosta, in Italia settentrionale. Costituisce, assieme alla cattedrale di Aosta, la testimonianza di maggior rilievo della storia dell'arte sacra in Valle d'Aosta. Uno specifico interesse rivestono gli antichi affreschi ottoniani conservati tra il tetto e la copertura della navata centrale, e il chiostro con i suoi capitelli medievali.

## La storia

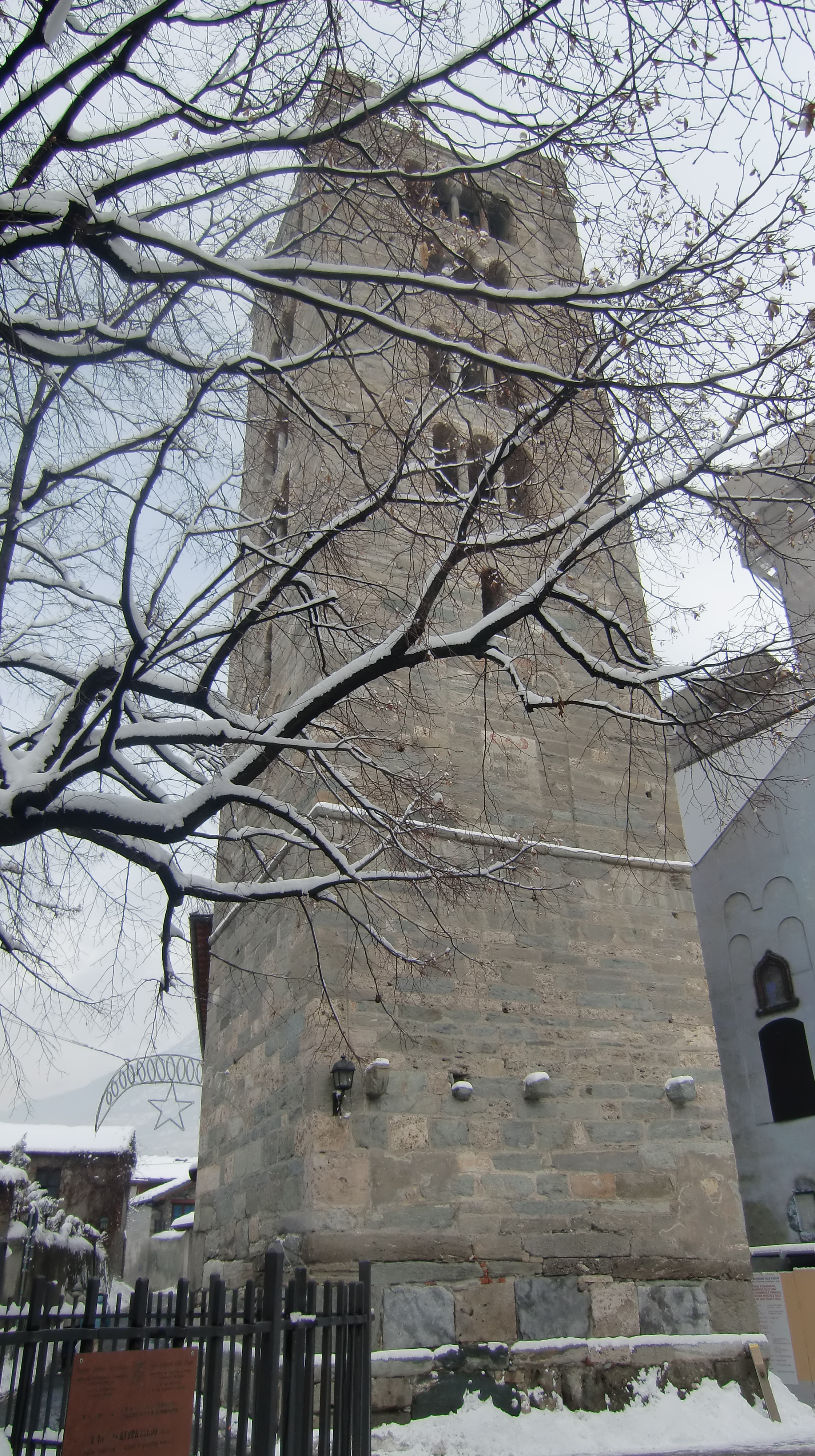
Il campanile in inverno tra i rami del tiglio secolare

Gli scavi archeologici hanno messo in evidenza come, nell'area oggi occupata dalla chiesa, fosse presente un'ampia necropoli extraurbana. La chiesa primitiva era ad aula unica delimitata da un'abside semicircolare; essa venne interamente ricostruita ed ingrandita nel IX secolo, in epoca carolingia.
Nel 989 si aggiunse alla chiesa esistente un campanile,i cui resti sono ancora visibili incorporati nella facciata attuale della chiesa.
Un ulteriore intervento costruttivo fu quello promosso dal vescovo Anselmo I che tenne la cattedra vescovile in Aosta tra il 994 e il 1026 Per sua iniziativa l'intera chiesa venne ristrutturata nelle forme tipiche dell'architettura romanica diviso in tre navate con copertura a capriate lignee chiuse ad oriente da altrettante absidi semicircolari. Il coro,  sovrastava (come avviene ancora oggi) una cripta formata da due vani: quella occidentale conteneva alcune importanti sepolture, quella orientale - destinata a cerimonie di culto- era divisa in cinque navatelle con tre absidiole semicircolari disposte a raggiera.
Del "periodo anselmiano" rimangono oltre alle mura e ai pilastri, la cripta e gli affreschi.
L'imponente campanile romanico, alto 44 metri, che sorge sul sagrato della chiesa in posizione da essa isolata, fu eretto nel XII secolo come parte di un sistema difensivo costituito da una cinta muraria e da una seconda torre di grandi dimensioni. Esso serviva da rifugio in caso di pericolo. La parte inferiore è quella originaria, formata da enormi massi squadrati,  la parte superiore è probabilmente del XIII secolo, mentre l'orologio esisteva già nel 1642.
Al suo interno la torre custodisce un imponente impianto campanario di 12 campane, alcune delle quali fisse mentre altre a retrò lancé, ossia mezzo slancio con battaglio 
volante. L'intero concerto poggia su un antico castello in legno. La campana maggiore venne fusa in Francia nel 1589 ed il suo peso è di kg 2782.40 ovvero la metà di quello della vecchia campana maggiore del Vaticano; è difatti la più grande campana della Valle d'Aosta e una delle più imponenti di tutto l'arco alpino. La sua nota è un Si2. Altre due campane storiche presenti sono la "Petite" (1516) e la "Bourgeoise" (1641).
La costruzione del chiostro romanico,  si colloca negli anni immediatamente successivi al 1133
Gli archi e le volte attuali del chiostro sono frutto di un rimaneggiamento posteriore.
Oltre a quelli eseguiti nel chiostro e nei locali del monastero altri interventi promossi alla fine del XV secolo comportarono il rifacimento della facciata (1492 – 94) e la sostituzione della vecchia copertura a capriate con una più bassa copertura realizzata con volte a crociera di gusto tardogotico.

### Esterno

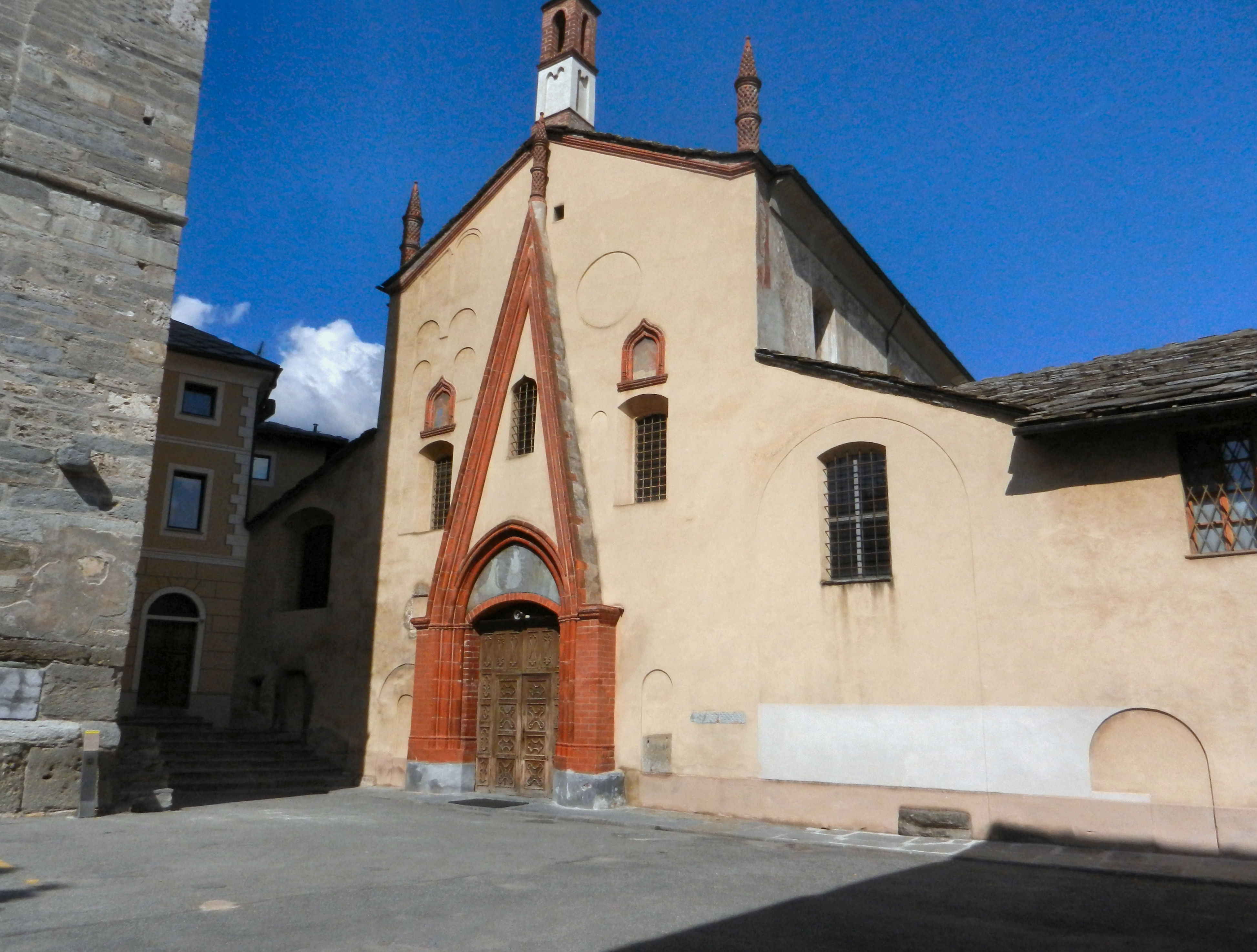
La facciata

Il complesso che si affaccia sulla piazzetta di Sant'Orso,  costituisce un angolo della città di notevole interesse storico e di grande suggestione artistica.
La piazzetta è dominata dall'imponente campanile romanico a pianta quadrangolare, con la parte inferiore (quella del XII secolo) formata da enormi massi squadrati , nei quattro piani più alti si aprono rispettivamente tre eleganti trifore sovrapposte ed una quadrifora finale, con colonnine e capitelli a gruccia. La cuspide piramidale che lo sormonta è del XV secolo.
La facciata ha la classica forma a salienti, che si presenta tuttavia asimmetrica verso Nord per effetto dell'inglobamento del vecchio campanile (reso ancora visibile da archetti pensili e da quanto resta di una bifora tamponata) demolito nel XV secolo. Essa si presenta in forme tardogotiche per effetto del portale ad ogiva contornato da un'alta ghimberga con cornice in cotto, sormontata a sua volta da un pinnacolo che arriva quasi al colmo del tetto. Un piccolo campanile e due ulteriori pinnacoli in cotto, posti rispettivamente sul colmo ed agli estremi del tetto, ne aumentano ulteriormente lo slancio verticale.
Vista dal lato orientale la chiesa mostra l'abside semicircolare che chiude la navata maggiore e due absidi quadrate che chiudono le navate minori.

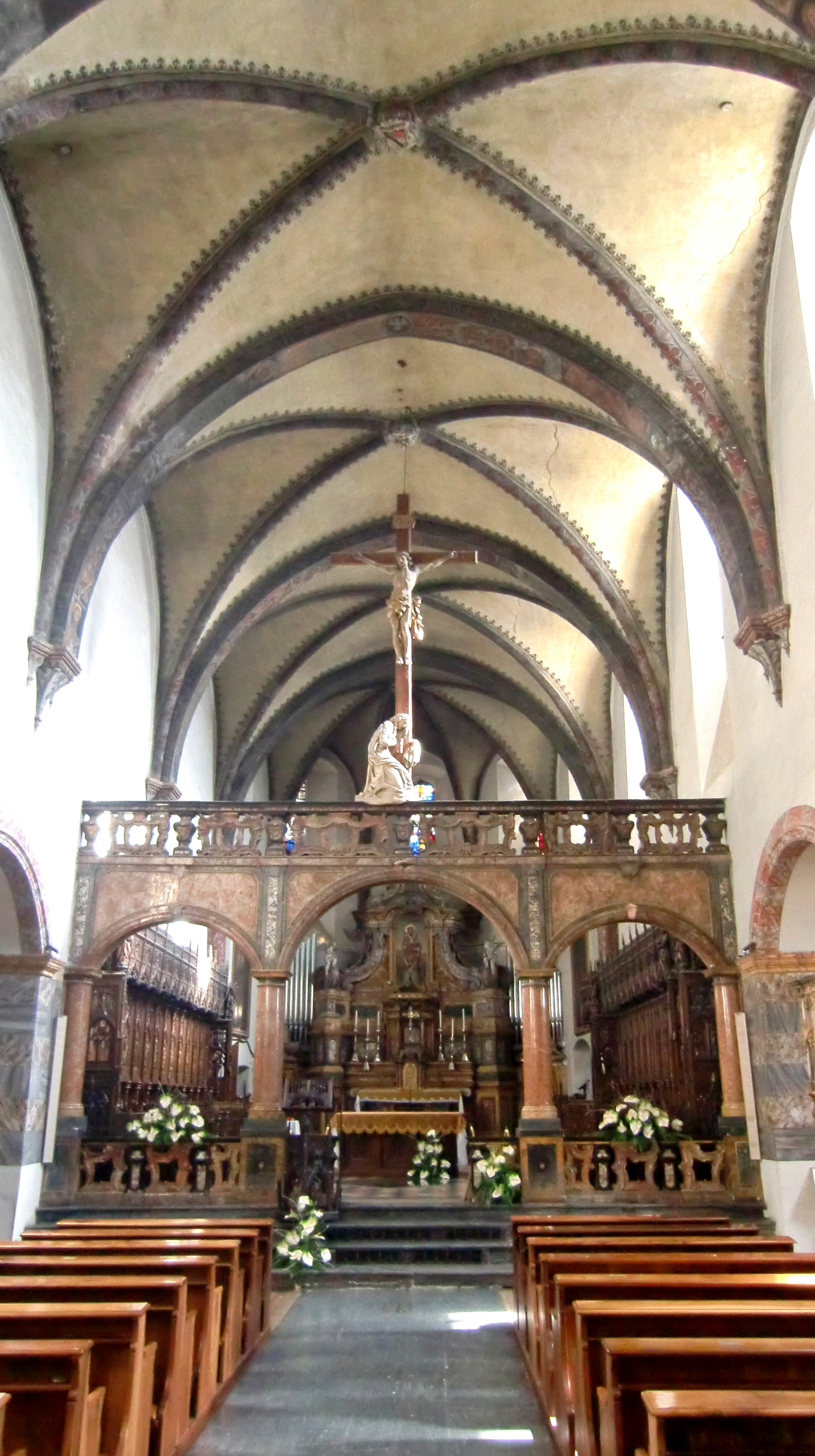
L'interno con le volte crociera del Quattrocento

### Interno

#### Le volte e gli affreschi di fine Quattrocento,le tre navate segnate da robusti pilastri a sezione quadrangolare, mettono in evidenza un'architettura tardogotica
Allo stesso atelier si deve l'esecuzione degli affreschi dell'altare di San Sebastiano, posto al termine della navata destra, all'esterno del coro.
Un tramezzo barocco in marmi policromi con tre archi sormontato da una balaustra traforata separa la navata centrale dal coro
Più in basso rispetto al pavimento, si osserva un mosaico a tessere bianche e nere con alcuni inserti di tessere di colore marrone chiaro riportato alla luce durante gli scavi del 1999. Il tappeto musivo che risale al XII secolo ha forma quadrata, di lato pari a 3 metri, con gli spigoli disposti secondo i quattro punti cardinali;Meritano particolare attenzione gli stalli lignei posti sui due lati del coro realizzati verso il 1487. Si tratta di un lavoro di notevolissimo livello, sia per l'architettura complessiva nello stile gotico , sia per il dettaglio degli intagli lignei;  Volgendo lo sguardo verso le finestre dell'abside, il visitatore è colpito dai colori delle cinque vetrate, opera di notevole qualità artistica realizzate tra il 1494 ed il 1503.
Al termine le navate laterali, una scala consente di scendere nella cripta: è questa la parte più antica della cattedrale, testimonianza della "basilica anselmiana" che si è quasi integralmente conservata, con la sua aula sotterranea divisa in cinque navatelle con tre absidiole semicircolari disposte a raggiera.

### Gli affreschi ottoniani

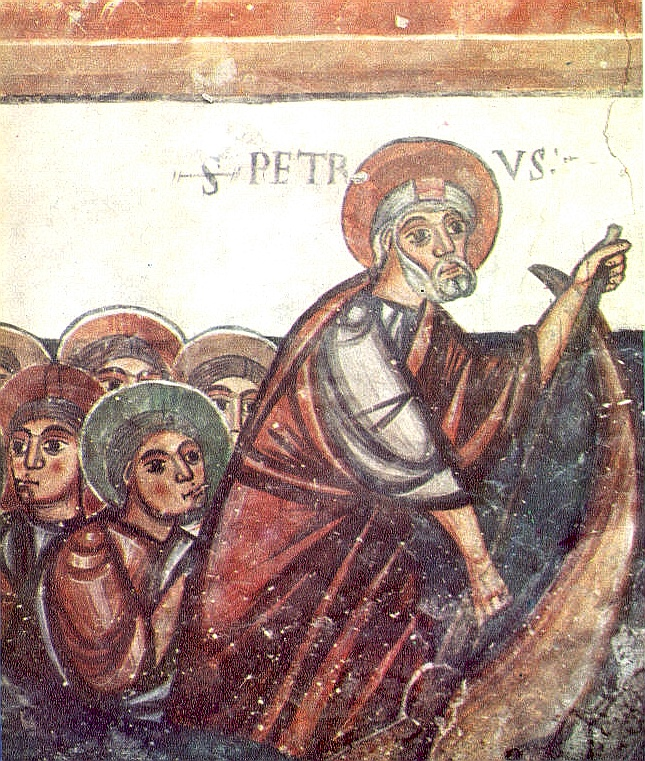
San Pietro sul lago di Gennasaret, affresco del secolo XI

Del periodo della "chiesa anselmiana" rimangono nello spazio tra il tetto e le volte quattrocentesche eccezionali affreschi della metà dell'XI secolo, analoghi a quelli presenti nel sottotetto soprastante le volte gotiche della Cattedrale. 
L'ambito culturale dell'atelier che ha realizzato gli affreschi è quello cosiddetto "lombardo"; ad esso possono essere stilisticamente collegati i cicli della basilica di San Vincenzo a Cantù e del battistero del Duomo di Novara.

### Museo del Tesoro della collegiata
Molte delle opere artistiche realizzate per la collegiata sono raccolte nel Tesoro situato nella sacrestia (attualmente visitabile solo in occasione di eventi specifici, quali quelli promossi dall'"Associazione Chiese Aperte").

### Organo a canne
Nell'abside, dietro l'altare maggiore barocco, si trova l'organo a canne costruito nel 1901 da Giuseppe Mola, restaurato nel 1983 dalla ditta Krengli di Novara. Esso presenta due tastiere di 61 note e una pedaliera concavo-radiale di 32 note.

## Il chiostro

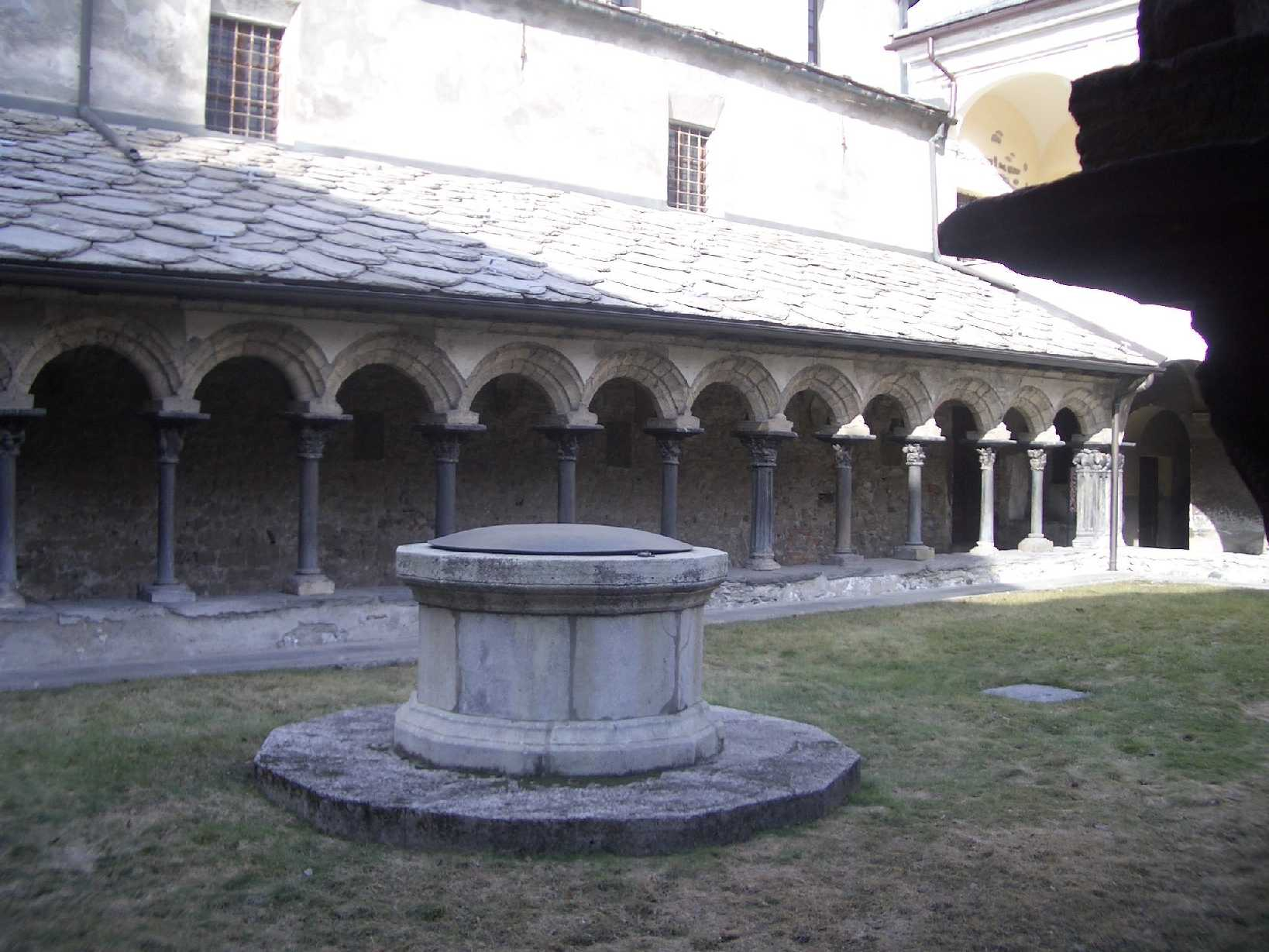
Veduta del chiostro

Il chiostro, con le sue arcate a tutto sesto, le sue colonnine e i capitelli istoriati, costituisce un esempio di arte romanica lombardo-catalana-provenzale.
Rimaneggiato nel XV e nel XVIII secolo, conserva 37 degli originali 52 capitelli in marmo bianco, molto utilizzato in epoca imperiale romana per la copertura degli imponenti monumenti. Ai capitelli, per impermeabilizzarli, venne data una mano di un composto colloso trasparente misto a cenere, che ossidandosi con il tempo li ha definitivamente scuriti.

## Il priorato di Sant'Orso

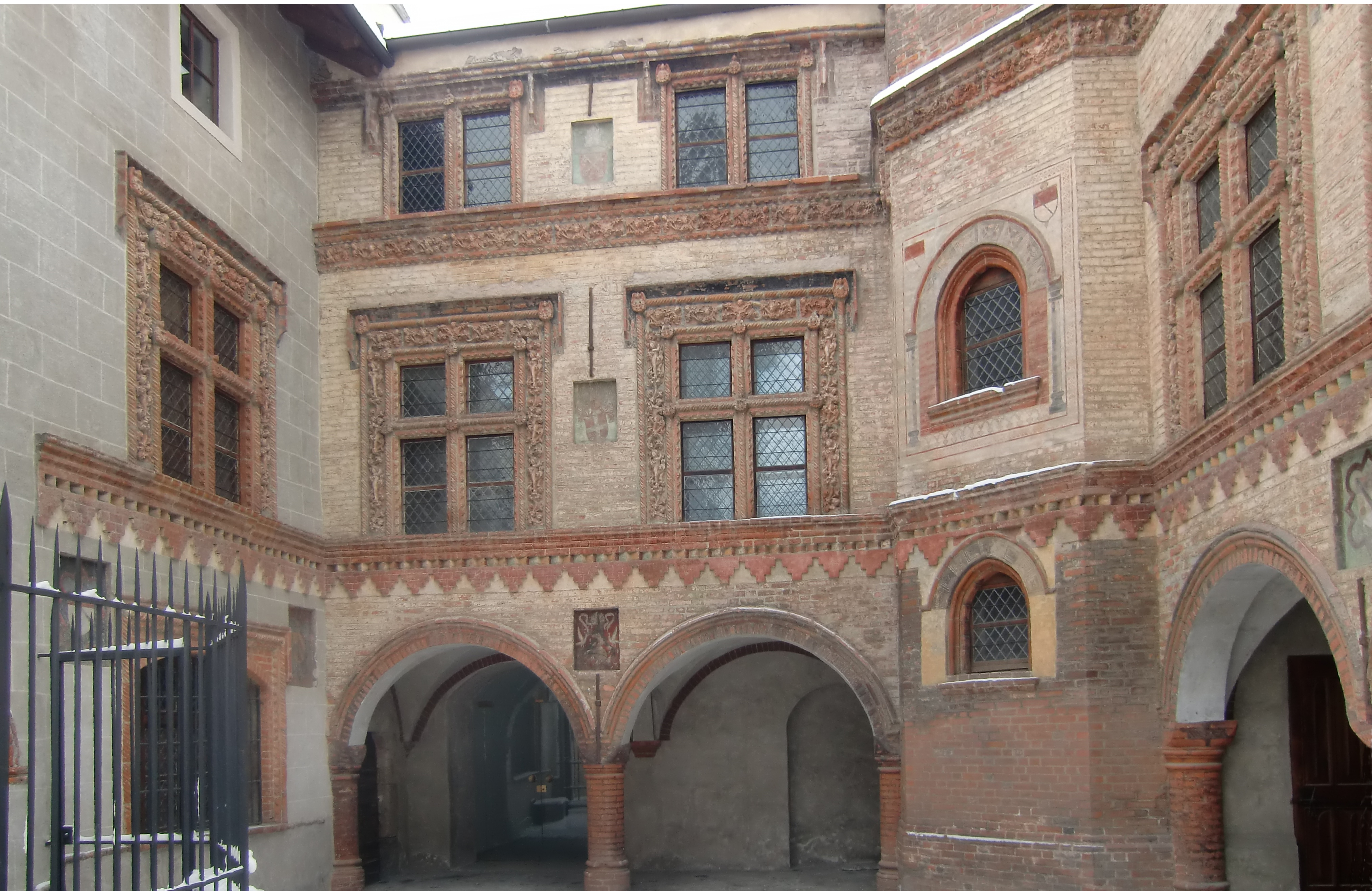
Il Priorato: decorazioni in cotto

Fa parte del "Complesso di S. Orso" – oltre alla chiesa collegiata, il campanile, ed il chiostro - anche il Priorato di S. Orso. Si tratta di un'ampia costruzione posta a destra della chiesa, formata da tre corpi di fabbrica con cinque arcate. L'edificio è sovrastato da una torre a pianta ottagonale culminante in una cuspide aguzza.
L'edificio fu fatto erigere intorno al 1468 come sede del priorato da Giorgio di Challant, All'interno dell'edificio (attualmente non visitabile) una scala a chiocciola, ricavata nella torre, conduce alla sala priorale ed alla cappella affrescata da artisti franco-valdostani della fine del XV secolo.